# Ali Ali-Khodja
Ali Ali-Khodja (en arabe :علي علي خوجة), né à 
le 13 janvier 1923 à Alger, et décédé le 7 février 2010 à Alger, est un miniaturiste et peintre algérien.

## Biographie
Arrière-petit-fils du dey Ali Khodja, Ali Ali-Khodja est issu d'une famille kouloughli ayant dirigé la Régence d'Alger.  
Après la mort de son père en 1927, il est recueilli par ses oncles maternels dont l'un est le miniaturiste Mohamed Racim. De 1929 à 1937 Ali-Khodja fait ses études à l'école de Saint-Eugène puis à celle d'El-Biar. À partir de 1933 il est élève d'Omar Racim, son autre oncle maternel, au cours pratique de calligraphie et d'enluminure près l'École des beaux-arts d'Alger, de Mohamed Racim et d'Andrée Du Pac à l'École. 
À partir de 1941 Ali-Khodja expose dans plusieurs salons et reçoit en 1942, la « Bourse Sivry », première bourse de la ville d'Alger (section miniature). Aux côtés notamment de Hemche, Temmam, Yellès et Ranem, il participe en 1944 à l'exposition des « Jeunes peintres et miniaturistes musulmans d'Algérie » organisée par Mohamed Racim. En 1945 il est dessinateur au bureau d'études du service de l'artisanat, où il retrouve Sid-Ahmed Kara. Il présente en 1946 une première exposition personnelle et reçoit de nouveau la bourse de la ville d'Alger (section miniature). Il est coopté en 1947 par la « société des artistes algériens et orientalistes » et participe à une exposition collective en Scandinavie, à Stockholm, Oslo et Copenhague, dans laquelle il présente deux miniatures (Intérieur mauresque, Environs d'Alger) et deux enluminures. En 1950 il figure dans l'exposition des peintres de la revue « Soleil » fondée par Jean Sénac. Il reçoit en 1961 la médaille d'or du « Meilleur ouvrier de France ». Nommé au Musée des arts et traditions populaires de 1948 à 1961, il est ensuite recruté comme professeur de décoration par l'École des Beaux-arts d'Alger où il enseignera jusqu'en 1994.
Ali-Khodja participe à partir de 1962 aux premières expositions organisées à Alger après l'Indépendance, est en 1963 membre fondateur de l'Union nationale des arts plastiques (UNAP) et participe en 1964 à son premier salon annuel. Il crée en 1966 pour les « Ballets algériens » un ensemble de costumes qui ne seront pas réalisés. En 1969 plusieurs de ses œuvres sont exposées au 1er Festival panafricain d'Alger. En 1970 le grand prix national de peinture lui est attribué et en 1987 la médaille du mérite national. Ali-Khodja est également membre du jury international de la première biennale internationale des arts plastiques d'Alger en 1987 et président du jury de la deuxième biennale en 1989.

## L'œuvre
De 1943 à 1950  Ali-Khodja peint exclusivement des miniatures autour des scènes quotidiennes du vieil Alger. Il commence de réaliser en 1963 des peintures ayant pour thème les paysages du Sahel algérois et en 1970 des aquarelles. De 1974 à 1977 ses peintures prennent pour thèmes les animaux. Autour de 1978 il pratique également la gravure. 
Au début des années 1980 les œuvres puissamment colorées d'Ali-Khodja, sur toile, sur cuivre ou sur or, se font non figuratives. Le peintre ne leur donne plus que des titres allusifs: Formes primitives ou Signes des temps (1982), Apparence, Cosmogonie ou Eaux profondes (1983), Chemin spatial et Diffraction  (1984), Obsession (1985), Transmutation (1985 et 1986), Exaltation, Genèse, Forme fluctuante, Scintillement, Fusion, Équilibre, Structures libres, Solstice ou Ambivalence (1986).

## Jugements
- « Du travail d'Ali-Khodja se dégage une impression de profusion, mais une profusion faite de sérénité et de douceur. Des compositions feutrées, toutes en volutes et rondeurs, bannissant le tranchant, l'aigu et tout ce qui suggère les blessures. Les travaux font penser à une série de « palettes » où le peintre juxtapose ou combine avec prodigalité désinvolture et jouissance. Le pinceau vagabonde entre les couleurs, s'attardant sur telle ou telle d'entre elles pour rehausser une touche, imposer une nuance précise. (…) Sur les toiles d'Ali-Khodja, le blanc crayeux des falaises (le temps qui passe), le vert des frondaisons, les Fleurs de roche, l'horizon en flamme du couchant hors saison fusionnent pour construire une cosmogonie du rêve. (…) Il ouvre sa toile toute grande et les couleurs affluent, submergeant les contours et les formes, s'agitant pour créer la vie, pour ressusciter les premiers germes d'une sorte de magma originel. »

Tahar Djaout, Une cosmogonie de rêve
- « Il ne s'est guère occupé de la « gestion » de sa carrière. (…) Les moyens traditionnels - mais néanmoins légitimes - qu'utilisent les artistes pour faire connaître leur œuvre le rebutent ou, à tout le moins, lui paraissent sans intérêt réel. Il place par-dessus tout le fait que l'artiste doit être en accord avec lui-même, être habité d'une profonde sérénité ou, si l'on préfère, avoir une intense croyance en ses choix esthétiques. »

Mustapha Orif

## Expositions personnelles
- 1946 : Librairie Ferraris, Alger
- 1947 : Librairie Baconnier, Alger
- 1986 : Galerie M'hamed Issiakhem, Office Riadh el Feth, Alger
- 1988 : Centre Culturel Algérien, Paris
- 1991 : Galerie Isma, Alger
- 1996 : Galerie Berlioz, Marseille
- 1998 : Centre culturel algérien, Paris
- 2005 : Galerie d'Art 54, La Citadelle, Bab El-Djedid, Alger
- 2007 : Musée Étienne Dinet, Bou Saâda
- 2009 : Centre culturel de la radio algérienne, Alger

## Illustrations

Armoiries de la ville d'Alger

Ali Ali-Khodja a créé une série de timbres postaux algériens en 1963, une série d'affiches pour le Ministère du Tourisme en 1965 et en 1968, puis pour les Floralies d'Alger en 1974 et la foire artisanale de Ghardaïa en 1976. Il a également réalisé en 1965 les armoiries de la ville d'Alger.

## Musées
- Alger :
  - Musée national des beaux-arts d'Alger : Intérieur de mosquée, Sortie de classe, L'incertitude (1995)
  - Musée national des antiquités et des arts islamiques
  - Musée national de l'enluminure, de la miniature et de la calligraphie d'Alger
- Oran :
  - Musée national Zabana d'Oran

## Éléments de bibliographie
: source utilisée pour la rédaction de cet article

### Catalogues d'expositions personnelles
- Ali-Khodja, textes de Ali Ali-Khodja, Ali Silem et Mustapha Orif, Galerie M'hamed Issiakhem, Office Riadh el Feth, Alger, 1986 (62 p.).

### Catalogues d'expositions collectives
- Artistes algériens d'aujourd'hui, préface de Mustapha Orif, Alger, Galerie M'hamed Issiakhem, Office Riadh El-Feth, 1986.
- Algérie, peinture des années 1980, textes de Mustapha Orif et Ramon Tio Bellido, Centre national des arts plastiques, Paris, 1986 (p. 6).
- Le XXe siècle dans l’art algérien, (textes de Ramon Tio Bellido, Malika Dorbani Bouabdellah, Dalila Mahammad Orfali et Fatma Zohra Zamoum), Château Borély, Marseille / Orangerie du Sénat, Paris, avril-août 2003 (p. 24, 26, 27, 37, 38, 170, 176-177)  (ISBN 2950676812).

### Ouvrages généraux
- La peinture en Algérie, Alger, Ministère de l'information, 1969.
- Mohammed Khadda, Éléments pour un art nouveau, Alger, SNED, 1972 (p. 49).
- Musées d'Algérie, II, L'art populaire et contemporain, Alger, Ministère de l'information et de la culture, 1973 (p. 70).
- Mansour Abrous, Les artistes algériens, Dictionnaire biographique, 1917-1999, Alger, Casbah Éditions, 2002 (p. 20-22).
- Jean Sénac, Visages d'Algérie, Écrits sur l'art, textes rassemblés par Hamid Nacer-Khodja, préface de Guy Dugas, Paris, Paris-Méditerranée / Alger, EDIF 2000, 2002 (p. 103)   (ISBN 2-84272-156-X).
- Tahar Djaout, Une mémoire mise en signes, Écrits sur l'art, textes réunis par Michel-Georges Bernard, Préface de Hamid Nacer-Khodja, El Kalima Éditions, Alger, 2013 (p. 23-26, éléments de biographie p. 166).

### Articles
- Saad Ziane, Pour connaître la peinture algérienne, dans El Djezaïr, Alger, Ministère du tourisme algérien, 1968 (p. 50).
- Créative Algérie, Phréatique no 51, Paris, hiver 1989 (p. 86, 89, 106).